# Музей на азиатските цивилизации
Музеят на азиатските цивилизации (на английски: Asian Civilisations Museum, на малайски: Muzium Tamadun Asia}, на китайски: 亚洲文明博物馆, на тамилски: ஆசிய அருங்காட்சியகம்) е музей в Сингапур.
Част е от институция, обединяваща още музея „Перанакан“ в старото училище „Тао Нан“, Националния музей на Сингапур и Художествения музей на Сингапур. Представя историята на Китай, Югоизточна, Южна и Западна Азия, от които региони разнообразните етнически групи в Сингапур проследяват своя произход.

## История
Музеят е открит на 22 април 1997 г. Първоначално се помещава в сградата на старото училище „Тао Нан“, разположено на Арменската улица, с експонати, основно съсредоточени върху китайската цивилизация.
С възстановяването на сградата на императрицата на 2 март 2003 г. музеят се установява в нея и бързо разширява колекцията си от други райони на Азия. Старата сграда е затворена за ремонт от 1 януари 2006 до 25 април 2008 г., когато е отворена за посетители като Музей „Перанакан“, специализиран в представянето на културата на Перанакан.
На 16 септември 2006 г. Музеят официално обявява новото си лого с ново мото „Музеят на азиатските цивилизации – където азиатските култури оживяват!“. Логото показва местоположението на музея край река Сингапур. Отразеното изображение подчертава музея като място за размисъл, докато оранжевото изразява активност и енергия.
На 16 септември 2014 г. е обявен за най-добрия музей в Сингапур и е класиран на 9-то място в Азия от наградите Travellers’ Choice на TripAdvisor. Той е единственият музей в Сингапур, класиран сред 10-те най-големи музеи в Азия.
На 15 ноември 2015 г. музеят отваря новите си пространства след преустройство, започнало през 2014 г. Неговата реконструкция се извършва на етапи: Фаза 1 е открита на 14 ноември 2015 г., Фаза 2 е завършена през април 2016 г. (с последващи подобрения).

## Колекция
Китайската колекция е представена от фини порцеланови фигури от Дехуа, даоистки и будистки статуи, порцелан за износ, калиграфия и други примери за декоративно изкуство.
Галериите, посветени на Южна Азия, разполагат със статуи от широк спектър от периоди, включително и някои фини бронзови украшения от историческата държава Чола. Особено забележителна е бронзовата скулптура от Чола на Ума, съпругата на Шива, и тази на Сомасканда. Ранното будистко изкуство на Индия е представено и от произведения, произхождащи от школите в Матура и Гандара, включително направен от пясъчник от Матура рядък Буда, датиращ от епохата на Канишка (II в.), и главата на Бодхисатва от региона Гандара от ок. IV в. Други забележителни експонати са непалско-тибетски бронзови изделия, текстил, късносредновековни миниатюри и колониални щампи.
Колекциите от Югоизточна Азия са разнообразни и богати на етнологичен материал. Представляват аристократичното изкуство на древна Югоизточна Азия кхмерски скулптури, яванска храмова скулптура, от по-късно време – будистко изкуство от Бирма и Тайланд и храмовото изкуство на Виетнам. Перанаканско злато, текстил, орнаменти и театрални маски са други ценни експонати в колекцията.
Галерията Khoo Teck Puat представя стоките, възстановени от корабокрушението на търговския кораб „Танг“ от IX в., потънал на път за Иран и Ирак, открит край остров Белитунг в Яванско море през 1998 г. Възстановеният товар включва над 60 000 добре запазени керамични предмета, произведени в Китай по време на династията Тан (618 – 907), както и предмети от злато и сребро.
Някои зали на галерията се използват и за временни изложби.